# Bljuva
Bljuva je naselje u općini Žepče, Federacija BiH, BiH.

## Stanovništvo
Nacionalni sastav stanovništva 1991. godine, bio je sljedeći:
ukupno: 401
- Hrvati – 236
- Muslimani – 157
- Jugoslaveni – 1
- ostali, neopredijeljeni i nepoznato – 7